# Ukmergė

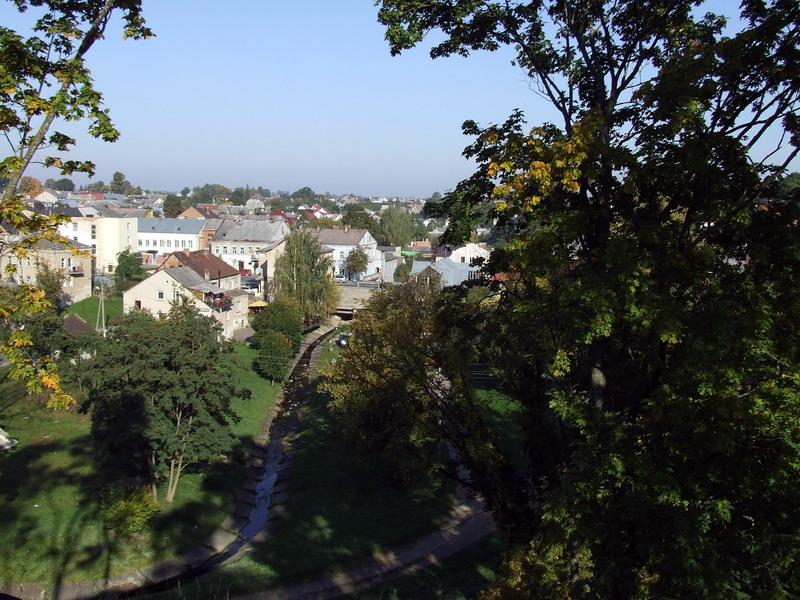
Visão da cidade de Ukmergė.

Ukmergė (pronunciationⓘ, anteriormente Vilkmergė, em polonês/polaco:  Wiłkomierz) é uma cidade no Condado de Vilnius, na Lituânia, localizado à 78 km ao noroeste de Vilnius, com uma população de aproximadamente 28.000 (2005). Ukmergė foi mencionada pela primeira vez como um povoado em 1333.